# Михайловский (Курская область)
Миха́йловский — посёлок в Железногорском районе Курской области. Входит в состав сельского поселения Разветьевский сельсовет.

## География
Расположен на западном берегу пруда на реке Рясник. Состоит из одной улицы, протянувшейся с северо-запада на юго-восток вдоль пруда. К северу от посёлка проходит автомобильная дорога А142 «Тросна — Калиновка». С запада к Михайловскому примыкает садовое товарищество «Горняк». Фактически посёлок является эксклавом Разветьевского сельсовета: со всех сторон Михайловский окружён территорией городского округа города Железногорска. Расстояние до села Разветье — 8 км, до города Железногорска — 3 км.

## История
Первыми жителями Михайловского были, в основном, переселенцы из деревень Черняково и Панино. В 1926 году в посёлке было 17 дворов, проживало 109 человек (49 мужчин и 60 женщин). В то время Михайловский входил в состав Разветьевского сельсовета Долбенкинской волости Дмитровского уезда Орловской губернии. В 1928 году вошёл в состав Михайловского (ныне Железногорского) района. В 1929 году, с началом коллективизации, крестьянские хозяйства посёлка начали вступать в колхоз имени Ильича, позднее разукрупнённого. С начала 1930-х годов в Михайловском действовал колхоз «Ясная Поляна». В 1937 году в посёлке было 32 двора. 
Во время Великой Отечественной войны, с октября 1941 года по февраль 1943 года, Михайловский находился в зоне немецко-фашистской оккупации. В то время здесь находилась конспиративная квартира партизана 1-й Курской бригады К. М. Кулакова. На войне погибли жители посёлка: Алексеев Алексей Власович (1905—1943), Давыдов Михаил Алексеевич (1895—1941). С Победой вернулись: Белоглазов Григорий Андреевич (1905), Давыдов Алексей Михайлович (1926), Косогов Яков Васильевич (1927), Сычёв Иван Павлович (1926) и другие.

## Население
| 1926 | 1979 | 2002 | 2010 |
| ---- | ---- | ---- | ---- |
| 109  | ↘65  | ↘0   | →0   |

- 1926 год: 109 человек[3]